# Kilega
Le kilega (ou lega, ilega, ileka, kirega) est un continuum linguistique de langues bantoues parlées en République démocratique du Congo par les Lega, dans les territoires de Mwenga et Shabunda au Sud-Kivu, le sud du territoire de Walikale au Nord-Kivu et le territoire de Pangi au Maniema,.

## Répartion géographique
On rencontre les parlers kilega dans le territoire de Pangi en province du Maniema et dans les territoires de Shabunda et Mwenga en province du Sud-Kivu.
Le kanu est parlé dans le territoire de Walikale en province du Nord-Kivu, dans le secteur Bakano.

## Variétés
Le SIL International, organisme chargé de l'attribution des codes ISO 639-3, recense deux variétés nommées « lega » classées dans des sous-familles proches :
- lea: le lega de Mwenga
- lgm: le lega de Shabunda

La base de données linguistiques Glottolog a quant à elle une sous-famille nommée « lega », qui comporte les variétés et dialectes suivants :
- lega de Mwenga, comprenant les dialectes :
  - Bilembo-Mango
  - Ibanda
  - Isopo
  - Iyoko
  - Lusenge
  - Mizulo
- lega occidental, comprenant deux variétés :
  - Kanu
  - lega de Shabunda, comprenant les dialectes :
    - Kigala
    - Kigyoma
    - Kinyabanga
    - Kinyamunsange
    - Kisede
    - Liliga